# Dagmara Kowalska
Dagmara Kowalska (* 30. Dezember 1976 in Krapkowice) ist eine polnische Handballtrainerin und ehemalige Handballspielerin. Sie absolvierte 105 Länderspiele für Polen.

## Karriere
Die 1,80 m große Rückraumakteurin spielte für die polnischen Clubs JKS Jaroslaw, Montex Lublin und Zagłębie Lubin. Danach wechselte
sie nach Spanien zu Akaba Bera Bera San Sebastian. Von 2006 bis 2008 stand Kowalska beim deutschen Bundesligisten VfL Oldenburg unter Vertrag, mit dem sie 2008 den EHF Challenge Cup gewann. Ab dem Sommer 2008 spielte sie für den SC Markranstädt und wechselte nach dessen Insolvenz 2009 zu Borussia Dortmund. Mit der Dortmunder ersten Damenmannschaft spielte sie in der Bundesliga sowie 2. Bundesliga. Im Februar 2014 übernahm sie zusätzlich interimsweise die Damenmannschaft des BVB. Nach der Saison 2013/14 wurde Kowalska Spielertrainerin der zweiten Damenmannschaft und betreute darüber hinaus die Dortmunder A-Jugendmannschaft. Zu Beginn des Jahres 2015 gab sie nochmals ein Comeback für die erste Mannschaft der Borussia.
Kowalska übernahm zur Saison 2015/16 den Oberligisten TV Aldekerk. Unter ihrer Leitung stieg Aldekerk 2016 in die 3. Liga auf. Ab der Saison 2016/17 trainierte sie zusätzlich die A-Jugend vom TV Aldekerk. Ab der Saison 2018/19 bis zum Januar 2020 trainierte sie den Zweitligisten TV Beyeröhde.